# Zebraspecht
De zebraspecht (Meiglyptes tristis) is een vogel uit de familie Picidae (spechten). Het is een bedreigde, endemische soort op Java. De soort werd in 1821 door de Amerikaanse natuuronderzoeker Thomas Horsfield als Picus tristis beschreven.

## Kenmerken
De vogel is 17 tot 18 cm lang. Het is een kleine specht met een korte staart en sterk, contrastrijk gebandeerd. Op de rug en de vleugels is de bandering grof, op de borst veel fijner en op de kop is de streping nog fijner. Het mannetje heeft een vage rode mondstreep. De nauw verwante bruinrugspecht M. grammithorax is meer donkerbruin met licht okerkleurige streepjes en is vooral op de buik meer gestreept dan de zebraspecht van Java.

## Verspreiding en leefgebied
De soort komt voor op de westelijke helft  van Java. De vogels komen voor in diverse typen bos, zowel natuurlijk bos als secundair en aangeplant bos, in laagland onder de 1200 meter boven zeeniveau.

## Status
De populatiegrootte werd in 2016 door BirdLife International geschat op 1000 tot 2500 volwassen individuen. De soort neemt in aantal af door habitatverlies. Het leefgebied wordt aangetast door ontbossing waarbij natuurlijk bos wordt omgezet in gebied voor agrarisch gebruik en menselijke bewoning. Om deze redenen staat de soort soort als bedreigd op de Rode Lijst van de IUCN.